# Венский конгресс (1515)
Венский конгресс 1515 года или Первый венский конгресс — конгресс императора Священной Римской империи и двух королей Ягеллонской династии, прошедший в 1515 году. На этой встрече были созданы предпосылки к присоединению Чехии и Венгрии к Священной Римской империи, через подтверждение прежних брачных договоров между внуками императора СРИ Максимилиана и детьми короля Чехии и Венгрии Владислава и отказ от династических притязаний на эти страны со стороны брата последнего — польского короля Сигизмунда I.

### Предпосылки
Максимилиан I боролся с Ягеллонами за влияние в Центральной Европе, используя в своих целях Тевтонский орден — государство крестоносцев, подчинённое Священной Римской империи и папе римскому. В 1501 году он официально запретил великому магистру Фридриху Саксонскому провести оммаж и платить дань Яну Ольбрахту (старшему брату и предшественнику Сигизмунда на польском троне), до этого Фридриху удавалось уклониться от этой церемонии самостоятельно.
В 1501 году на польский трон взошёл и до 1506 года правил Александр (другой старший брат Сигизмунда), на которого большое влияние оказывал князь Михаил Глинский, воспитывавшийся при дворе Максимилиана I. Кроме того, Александр был женат на Елене Ивановне, сестре великого князя московского Василия III. Возглавляемая Глинским партия противилась осуществлению Ягеллонами новой унии Великого княжества Литовского с Польшей. В разразившейся после смерти Александра (1506 год) русско-литовской войне 1507—1508 года, глинские выступили против нового короля Сигизмунда на стороне Московского княжества.
Венгерский и чешский король Владислав II Ягеллон в 1506 году заключил соглашение с Максимилианом I, подтвердившее наследование Габсбургами венгерского и чешского престолов в случае прекращения мужской линии Ягеллонов. Это вызвало возмущение венгерского дворянства, однако рождение у короля сына, будущего Людовика (Лайоша) II, сняло напряжение в стране.
В 1511 год великим магистром Тевтонского Ордена был избран Альбрехт Бранденбург-Ансбахский, племянник короля польского и великого князя литовского Сигизмунда I, что должно было способствовать разрешению польско-тевтонских противоречий. На переговорах в Торуни примас Польши Ян Лаский не смог договориться с помезанским епископом Гиобом Добенецким об условиях проведения оммажа (принесения ленной присяги польскому королю). Понимая неизбежность войны с Польшей, Альбрехт стал искать союзников и инициировал переговоры с императором Максимилианом I.
Тем временем великий князь московский занимается непосредственной подготовкой к овладению Смоленском. Дипломаты Василия III заручились поддержкой Ливонского и Тевтонского орденов, вознамерившихся выйти из-под власти поляков. Император Максимилиан I недвусмысленно поддерживал крестоносцев в их сближении с Москвой.
В 1512 году великий князь московский Василий III вторгся в связанное личной унией с Польшей Великое княжество Литовское, что послужило поводом к началу Московско-литовской войны (1512—1522). Великий магистр, который как вассал Польши был обязан оказать ей военную поддержку, отказался предоставить помощь. Нарушение Альбрехтом условий Второго Торуньского мира (вассалитет Тевтонского ордена по отношению к польскому королю) давало Польше casus belli с Орденом.
В 1514 году Василий III и Максимилиан I заключают союз, направленный против Польши и Великого княжества Литовского.

### Встреча
Конгресс открылся на границе владений императора Максимилиана, под Пресбургом, тогда принадлежавшем Венгрии, где представитель императора встретил королей Владислава и Сигизмунда, после чего они вместе поехали в Австрию, где оба короля встретились с самим императором и проследовали в Вену.

### Достигнутые соглашения
На Венском конгрессе 1515 года Сигизмунд и Максимилиан заключили договор, по которому император в обмен на определённые уступки со стороны Польши признавал условия Второго Торуньского мира и разрывал свежезаключённый союз с Москвой.
Польский король Сигизмунд I отказался от претензий на Чехию и Моравию, в обмен на это император СРИ Максимилиан прекратил сотрудничество с Московской Русью, а ещё пообещал склонить к миру с Польшей великого князя московского Василия III и заставить Великого магистра ордена крестоносцев (Тевтонского ордена) Альбрехта Бранденбург-Ансбахского принести Сигизмунду оммаж. Вопрос об оммаже Альбрехта был отложен на пять лет. В итоге ни одно, ни второе обещание выполнено не было.

### Последствия
Из-за невыполненных обещаний Сигизмунд начал (1520) войну с орденом, шедшую успешно. Он не сумел, однако, воспользоваться победой и заключил с Альбрехтом мир, удовольствовавшись принесением со стороны последнего присяги (1525); при этом Сигизмунд дал согласие на преобразование ордена в светское герцогство, чем затруднялось для Польши владычество над побережьем Балтийского моря.
Подтверждённые на Конгрессе брачные договоры между детьми короля Чехии и Венгрии Владислава (Анной и её братом Людовиком II, не успевшим оставить по себе наследника из-за ранней гибели в войне с турками) и внуками императора Максимилиана (соответственно, Фердинандом и его сестрой Марией, не успевшей родить своему супругу Людовику наследника) позволили в 1526 году, после смерти Людовика II (уже в правление старшего брата Фердинанда, императора СРИ Карла V, сменившего на троне СРИ Максимилиана I), присоединить Венгрию и Чехию к владениям Габсбургов. Таким образом, Сигизмунд, связанный союзом с Габсбургами, был вынужден оставить без протеста присвоение Фердинандом I венгерского и чешского престолов после смерти Людовика (Лайоша) II Ягеллона.